# Oxyothespis brevicollis
Oxyothespis brevicollis är en bönsyrseart som beskrevs av Max Beier 1930. Oxyothespis brevicollis ingår i släktet Oxyothespis och familjen Mantidae. Inga underarter finns listade i Catalogue of Life.